# L'Ombre d'un homme (bande dessinée)
Pour les articles homonymes, voir L'Ombre d'un homme.
L'Ombre d'un homme est le septième album de la série Les Cités obscures.

## Synopsis
Albert Chamisso est un employé d'une compagnie d'assurances apprécié de ses supérieurs. Il a ce qu'il faut pour être heureux et a épousé Sarah, une femme charmante. Mais il est hanté par d’horribles cauchemars qui viennent perturber sa vie professionnelle et affective. Le médecin qu’il consulte lui prescrit un médicament qui va arrêter ses cauchemars, mais la situation empire quand Albert s'aperçoit alors que son ombre est en couleur.
Très vite, Albert perd son emploi, sa femme le quitte, il tombe dans la marginalité et frôle la folie. Jusqu'à ce qu'il rencontre Minna, une jeune comédienne intéressée par son "don" exceptionnel. Elle lui fera découvrir ses prédispositions artistiques et montera avec lui un spectacle de théâtre d'ombres qui rencontrera un grand succès. 

## Analyse
L'album invite le lecteur à réfléchir sur la différence, l'intolérance et l'exclusion, phénomènes très contemporains matérialisés ici par l’ombre colorée du protagoniste principal et qui lui vaut l'éloignement radical de tous ses proches tant dans la vie professionnelle que personnelle.
La conclusion de l'histoire telle qu'elle a été revue est très optimiste, et montre combien il est important d'assumer complètement ce que l'on est, d'accepter sa propre image.

## Éditions
- Casterman (1999)  (ISBN 2-203-34312-5),  (ISBN 2-203-34301-X) (cartonné, couleurs)
- Casterman (2009), 87 pages (au lieu de 81 pour la première édition), Noté "Nouvelle édition, revue par les auteurs", cette édition a été profondément remaniée par les auteurs, qui ont modifié de nombreuses planches, et ont intégralement réécrit et enrichi la fin de l'histoire  (ISBN 978-2-203-02094-8) (cartonné, couleurs)

### Documentation
- Guillaume Laborie, « Les Cités obscures. L'Ombre d'un homme », dans L'Indispensable n°4, octobre 1999, p. 78-80.